# وانیا کینگ
 وانیا کینگ (انگلیسی: Vania King؛ زادهٔ ۳ فوریهٔ ۱۹۸۹) یک تنیس‌باز اهل ایالات متحده آمریکا است.